# Barrios de París

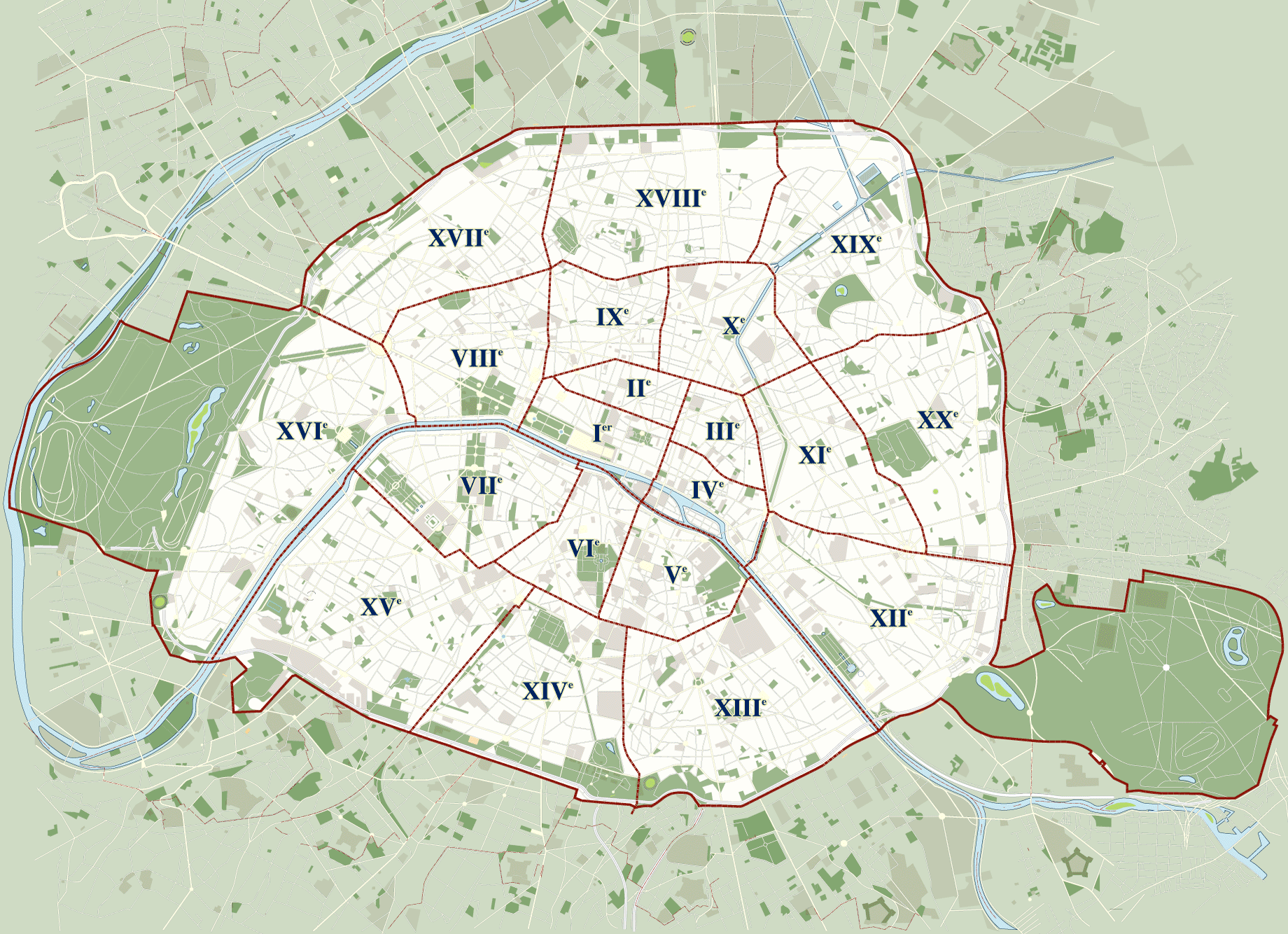
La numeración de los veinte distritos de París.

Los ochenta barrios administrativos de París (en francés: quartiers administratifs de Paris) constituyen el nivel más bajo de la administración pública de París. Cada barrio contiene una comisaría de policía. Cada uno de los veinte distritos de París se divide en cuatro barrios.
Estos ochenta barrios (históricos y todavía utilizado en la Prefectura de París, y de poblaciones muy diferentes) son distintos de los 121 consejos de barrio de París (conseils de quartier) (más equilibrados en términos de población) y de las 18 circunscripciones legislativas para la elección de los diputados de la Asamblea Nacional.

## Barrios administrativos desde 1860

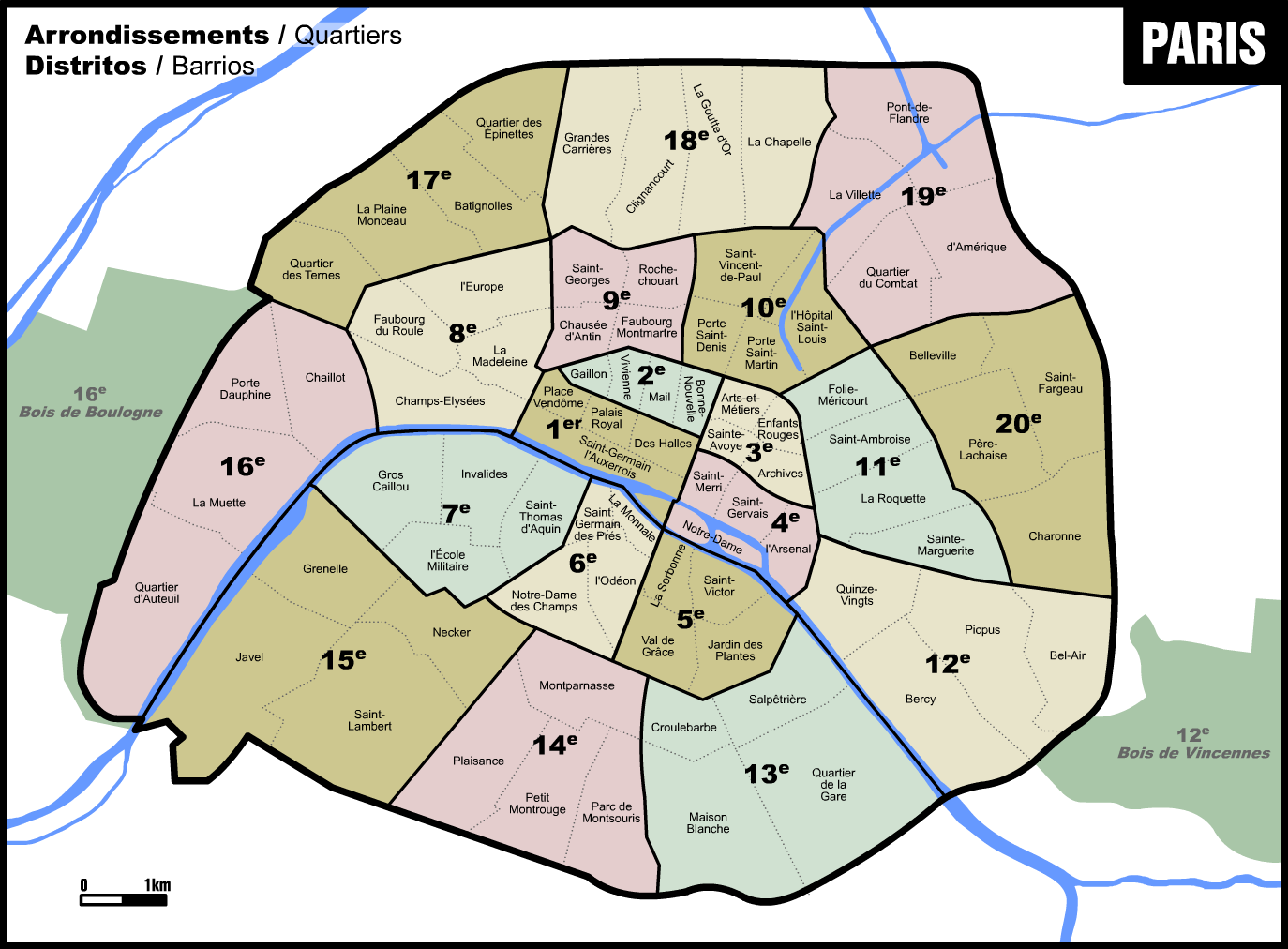
Mapa de los distritos y barrios de París.

| Distrito                                | Barrios | Barrios                   | Población en 1999 (hab.) | Superficie (ha). | Densidad hab/km² | Plano |
| --------------------------------------- | ------- | ------------------------- | ------------------------ | ---------------- | ---------------- | ----- |
| Distrito 1 o «del Louvre»               | 1.º     | Saint-Germain-l'Auxerrois | 1672                     | 86,9             | 1924             |       |
| Distrito 1 o «del Louvre»               | 2.º     | Halles                    | 8984                     | 41,2             | 21 806           |       |
| Distrito 1 o «del Louvre»               | 3.º     | Palais-Royal              | 3195                     | 27,4             | 11 661           |       |
| Distrito 1 o «del Louvre»               | 4.º     | Place-Vendôme             | 3044                     | 26,9             | 11 316           |       |
| Distrito 2 o «de la Bourse»             | 5.º     | Gaillon                   | 1345                     | 18,8             | 7154             |       |
| Distrito 2 o «de la Bourse»             | 6.º     | Vivienne                  | 2917                     | 24,4             | 11 955           |       |
| Distrito 2 o «de la Bourse»             | 7.º     | Mail                      | 5783                     | 27,8             | 20 802           |       |
| Distrito 2 o «de la Bourse»             | 8.º     | Bonne-Nouvelle            | 9595                     | 28,2             | 34 514           |       |
| Distrito 3 o «del Temple»               | 9.º     | Arts-et-Métiers           | 9560                     | 31,8             | 30 063           |       |
| Distrito 3 o «del Temple»               | 10.º    | Enfants-Rouges            | 8562                     | 27,2             | 31 478           |       |
| Distrito 3 o «del Temple»               | 11.º    | Archives                  | 8609                     | 36,8             | 23 394           |       |
| Distrito 3 o «del Temple»               | 12.º    | Sainte-Avoye              | 7501                     | 21,3             | 35 216           |       |
| Distrito 4 o «del Ayuntamiento»         | 13.º    | Saint-Merri               | 6523                     | 31,3             | 20 840           |       |
| Distrito 4 o «del Ayuntamiento»         | 14.º    | Saint-Gervais             | 10 587                   | 42,2             | 25 088           |       |
| Distrito 4 o «del Ayuntamiento»         | 15.º    | Arsenal                   | 9474                     | 48,7             | 19 454           |       |
| Distrito 4 o «del Ayuntamiento»         | 16.º    | Notre-Dame                | 4087                     | 37,9             | 10 784           |       |
| Distrito 5 o «del Panteón»              | 17.º    | Saint-Victor              | 11 661                   | 60,4             | 19 306           |       |
| Distrito 5 o «del Panteón»              | 18.º    | Jardin-des-Plantes        | 18 005                   | 79,8             | 22 563           |       |
| Distrito 5 o «del Panteón»              | 19.º    | Val-de-Grâce              | 19 492                   | 70,4             | 27 688           |       |
| Distrito 5 o «del Panteón»              | 20.º    | Sorbonne                  | 9683                     | 43,3             | 22 363           |       |
| Distrito 6 o «de Luxemburgo»            | 21.º    | Monnaie                   | 6185                     | 29,3             | 21 109           |       |
| Distrito 6 o «de Luxemburgo»            | 22.º    | Odéon                     | 8833                     | 71,6             | 12 337           |       |
| Distrito 6 o «de Luxemburgo»            | 23.º    | Notre-Dame-des-Champs     | 24 731                   | 86,1             | 28 724           |       |
| Distrito 6 o «de Luxemburgo»            | 24.º    | Saint-Germain-des-Prés    | 5154                     | 28,2             | 18 277           |       |
| Distrito 7 o «del Palais-Bourbon»       | 25.º    | Saint-Thomas-d'Aquin      | 12 661                   | 82,7             | 15 310           |       |
| Distrito 7 o «del Palais-Bourbon»       | 26.º    | Invalides                 | 6276                     | 107,4            | 5844             |       |
| Distrito 7 o «del Palais-Bourbon»       | 27.º    | École-Militaire           | 12 895                   | 80,8             | 15 959           |       |
| Distrito 7 o «del Palais-Bourbon»       | 28.º    | Gros-Caillou              | 25 156                   | 138,2            | 18 203           |       |
| Distrito 8 o «del Elíseo»               | 29.º    | Champs-Élysées            | 4614                     | 114,1            | 4044             |       |
| Distrito 8 o «del Elíseo»               | 30.º    | Faubourg-du-Roule         | 10 038                   | 79,6             | 12 611           |       |
| Distrito 8 o «del Elíseo»               | 31.º    | Madeleine                 | 6045                     | 76,1             | 7943             |       |
| Distrito 8 o «del Elíseo»               | 32.º    | Europe                    | 18 606                   | 118,3            | 15 728           |       |
| Distrito 9 o «de la Ópera»              | 33.º    | Saint-Georges             | 20 850                   | 71,7             | 29 079           |       |
| Distrito 9 o «de la Ópera»              | 34.º    | Chaussée-d'Antin          | 3488                     | 54,3             | 6424             |       |
| Distrito 9 o «de la Ópera»              | 35.º    | Faubourg-Montmartre       | 9233                     | 41,7             | 22 141           |       |
| Distrito 9 o «de la Ópera»              | 36.º    | Rochechouart              | 22 212                   | 50,1             | 44 335           |       |
| Distrito 10 o «de l'Entrepôt»           | 37.º    | Saint-Vincent-de-Paul     | 21 624                   | 92,7             | 23 327           |       |
| Distrito 10 o «de l'Entrepôt»           | 38.º    | Porte-Saint-Denis         | 15 066                   | 47,2             | 31 919           |       |
| Distrito 10 o «de l'Entrepôt»           | 39.º    | Porte-Saint-Martin        | 23 125                   | 60,9             | 37 972           |       |
| Distrito 10 o «de l'Entrepôt»           | 40.º    | Hôpital-Saint-Louis       | 29 870                   | 88,4             | 33 790           |       |
| Distrito 11 o «de Popincourt»           | 41.º    | Folie-Méricourt           | 33 002                   | 72,6             | 45 457           |       |
| Distrito 11 o «de Popincourt»           | 42.º    | Saint-Ambroise            | 32 168                   | 83,8             | 38 387           |       |
| Distrito 11 o «de Popincourt»           | 43.º    | Roquette                  | 47 520                   | 117,2            | 40 546           |       |
| Distrito 11 o «de Popincourt»           | 44.º    | Sainte-Marguerite         | 36 476                   | 93,0             | 39 222           |       |
| Distrito 12 o «de Reuilly»              | 45.º    | Bel-Air                   | 33 976                   | 138,6            | 24 514           |       |
| Distrito 12 o «de Reuilly»              | 46.º    | Picpus                    | 62 947                   | 186,3            | 33 788           |       |
| Distrito 12 o «de Reuilly»              | 47.º    | Bercy                     | 13 987                   | 190,3            | 7350             |       |
| Distrito 12 o «de Reuilly»              | 48.º    | Quinze-Vingts             | 25 752                   | 123,6            | 20 835           |       |
| Distrito 13 o « des Gobelins »          | 49.º    | Salpêtrière               | 18 246                   | 118,2            | 15 437           |       |
| Distrito 13 o « des Gobelins »          | 50.º    | Gare                      | 69 008                   | 304,4            | 22 670           |       |
| Distrito 13 o « des Gobelins »          | 51.º    | Maison-Blanche            | 64 797                   | 223,2            | 29 031           |       |
| Distrito 13 o « des Gobelins »          | 52.º    | Croulebarbe               | 19 526                   | 69,2             | 28 217           |       |
| Distrito 14 o «del Observatorio»        | 53.º    | Montparnasse              | 18 570                   | 112,6            | 16 492           |       |
| Distrito 14 o «del Observatorio»        | 54.º    | Parc-de-Montsouris        | 19 793                   | 135,7            | 14 586           |       |
| Distrito 14 o «del Observatorio»        | 55.º    | Petit-Montrouge           | 37 230                   | 134,6            | 27 660           |       |
| Distrito 14 o «del Observatorio»        | 56.º    | Plaisance                 | 57 229                   | 178,5            | 32 061           |       |
| Distrito 15 o «de Vaugirard»            | 57.º    | Saint-Lambert             | 82 032                   | 283,1            | 29 330           |       |
| Distrito 15 o «de Vaugirard»            | 58.º    | Necker                    | 46 932                   | 157,8            | 29 741           |       |
| Distrito 15 o «de Vaugirard»            | 59.º    | Grenelle                  | 47 411                   | 147,8            | 32 078           |       |
| Distrito 15 o «de Vaugirard»            | 60.º    | Javel                     | 49 092                   | 260,9            | 18 816           |       |
| Distrito 16 o «de Passy»                | 61.º    | Auteuil                   | 67 967                   | 303,0            | 22 431           |       |
| Distrito 16 o «de Passy»                | 62.º    | Muette                    | 45 214                   | 203,7            | 22 196           |       |
| Distrito 16 o «de Passy»                | 63.º    | Porte-Dauphine            | 27 423                   | 141,4            | 19 394           |       |
| Distrito 16 o «de Passy»                | 64.º    | Chaillot                  | 21 213                   | 142,4            | 14 897           |       |
| Distrito 17 o «de Batignolles-Monceaux» | 65.ºº   | Ternes                    | 39 137                   | 146,6            | 26 696           |       |
| Distrito 17 o «de Batignolles-Monceaux» | 66.º    | Plaine-de-Monceaux        | 38 958                   | 138,4            | 28 149           |       |
| Distrito 17 o «de Batignolles-Monceaux» | 67.º    | Batignolles               | 38 691                   | 144,2            | 26 831           |       |
| Distrito 17 o «de Batignolles-Monceaux» | 68.º    | Épinettes                 | 44 352                   | 137,8            | 32 186           |       |
| Distrito 18 o «de Butte-Montmartre»     | 69.º    | Grandes-Carrières         | 67 152                   | 190,6            | 35 232           |       |
| Distrito 18 o «de Butte-Montmartre»     | 70.º    | Clignancourt              | 64 868                   | 165,3            | 39 243           |       |
| Distrito 18 o «de Butte-Montmartre»     | 71.º    | Goutte-d'Or               | 28 524                   | 109              | 26 169           |       |
| Distrito 18 o «de Butte-Montmartre»     | 72.º    | Chapelle                  | 24 037                   | 134,8            | 17 832           |       |
| Distrito 19 o «de Buttes-Chaumont»      | 73.º    | Villette                  | 53 650                   | 128,6            | 41 718           |       |
| Distrito 19 o «de Buttes-Chaumont»      | 74.º    | Pont-de-Flandre           | 24 584                   | 237,7            | 10 342           |       |
| Distrito 19 o «de Buttes-Chaumont»      | 75.º    | Amérique                  | 55 365                   | 183,6            | 30 155           |       |
| Distrito 19 o «de Buttes-Chaumont»      | 76.º    | Combat                    | 38 988                   | 129,5            | 30 107           |       |
| Distrito 20 o «de Ménilmontant»         | 77.º    | Belleville                | 35 773                   | 80,7             | 44 328           |       |
| Distrito 20 o «de Ménilmontant»         | 78.º    | Saint-Fargeau             | 42 087                   | 148,7            | 28 303           |       |
| Distrito 20 o «de Ménilmontant»         | 79.º    | Père-Lachaise             | 42 332                   | 159,9            | 26 474           |       |
| Distrito 20 o «de Ménilmontant»         | 80.º    | Charonne                  | 62 901                   | 209,1            | 30 082           |       |

## Legislación
- Artículo D2512-3 del Código General de las Colectividades Territoriales (Code général des collectivités territoriales):
«La división de los distritos en barrios se establece según las indicaciones del plan anexo al decreto del 1 de noviembre de 1859.»
- Decreto imperial del 1 de noviembre de 1859, artículo 2:
«La división de los distritos en barrios se establece según las indicaciones del plan anexo al presente decreto.»
- Orden del prefecto del Sena del 3 de noviembre de 1859:
«Los barrios de los nuevos distritos de París, formados después del plan anexo al decreto del 1 de noviembre del presente mes, serán designados según las indicaciones de este plano, detalladas en la tabla anexa a la presenta orden. Esta tabla, que hace conocer con detalle las circunscripciones de los nuevos distritos y barrios, será publicada en carteles.»